# Kim Jongsze
Kim Jongsze (hangul: 김용세, handzsa: 金鏞世, RR: Kim Yong-se; Phadzsu, 1960. április 21. –) dél-koreai válogatott labdarúgó.

## Pályafutása

### Klubcsapatban
1979-ben a Korea Electric-ben kezdte a pályafutását. 1980 és 1982 között sorkatonai szolgálatát teljesítette és ekkor a Szangmu FC csapatában szerepelt. 1982 és 1988 között a Jukong Elephants csapatában játszott. 1988 és 1991 között az Ilhva Cshonma játékosa volt.

### A válogatottban
1984 és 1989 között 18 alkalommal játszott a dél-koreai válogatottban és 5 gólt szerzett. Részt vett az 1986-os világbajnokságon, ahol az Argentína elleni csoportmérkőzésen kezdőként lépett pályára. Bulgária és Olaszország ellen nem kapott lehetőséget. Tagja volt az 1988. évi nyári olimpiai játékokon szereplő válogatott keretének is.